# Pärlhyacintssläktet
Pärlhyacintssläktet (Muscari) är ett släkte i familjen sparrisväxter. Släktet har ungefär 35 arter och beskrevs av den skotske botanikern Philip Miller 1754. Pärlhyacinterna kommer ursprungligen från västra Asien och medelhavsområdet. I Sverige finns mellan tre och fyra arter förvildade.
Pärlhyacintssläktets arter växer från en lök och blir mellan 20 och 60 centimeter höga, beroende på art. Bladen är smala och ungefär 20 centimeter långa. De växer ut från löken. Blommorna sitter tätt tillsammans i axliknande klase längst upp på stjälkarna. Blomfärgen är vanligen blå i olika nyanser, men även gula och vita blommor förekommer. Hos de blå arterna är vanligen även pollenet blått, vilket syns på benen hos de bin som besöker pärlhyacinter. Frukten är en kapsel.
Släktets vetenskapliga namn Muscari kommer från det latinska ordet för mysk, som är ett doftämne.

## Bildgalleri

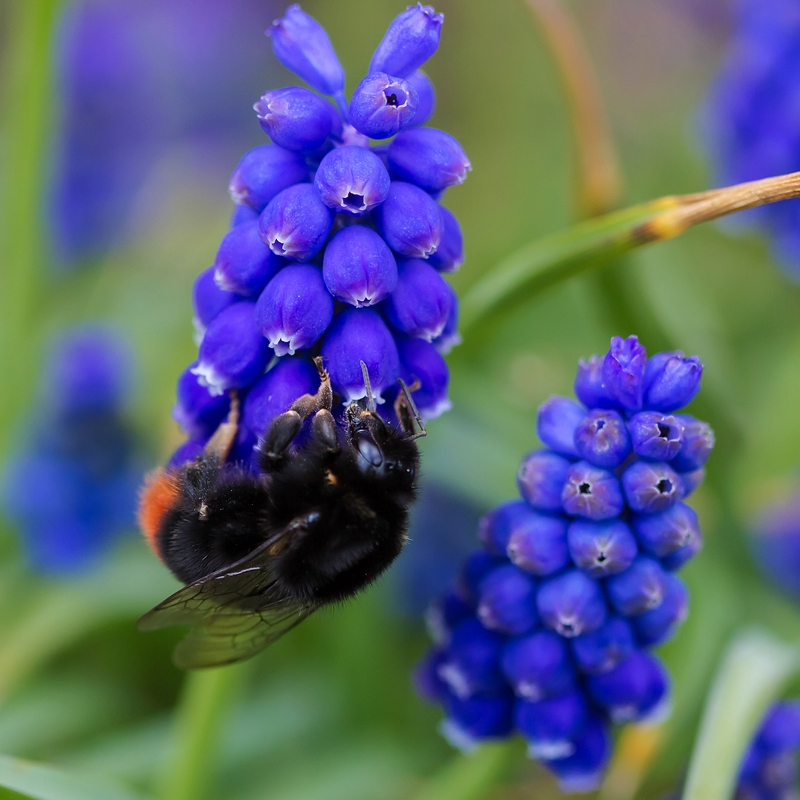
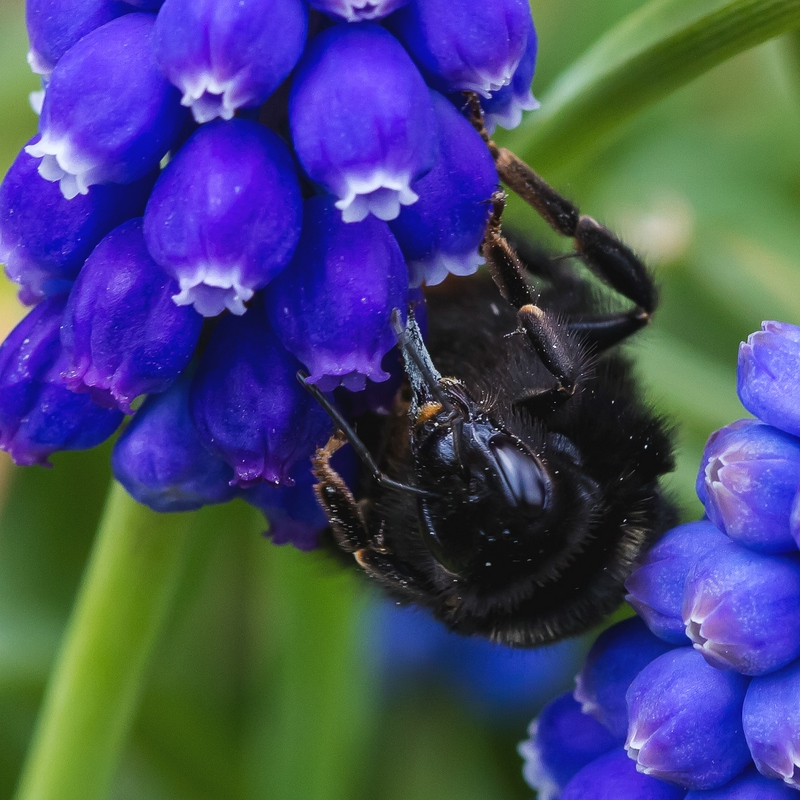
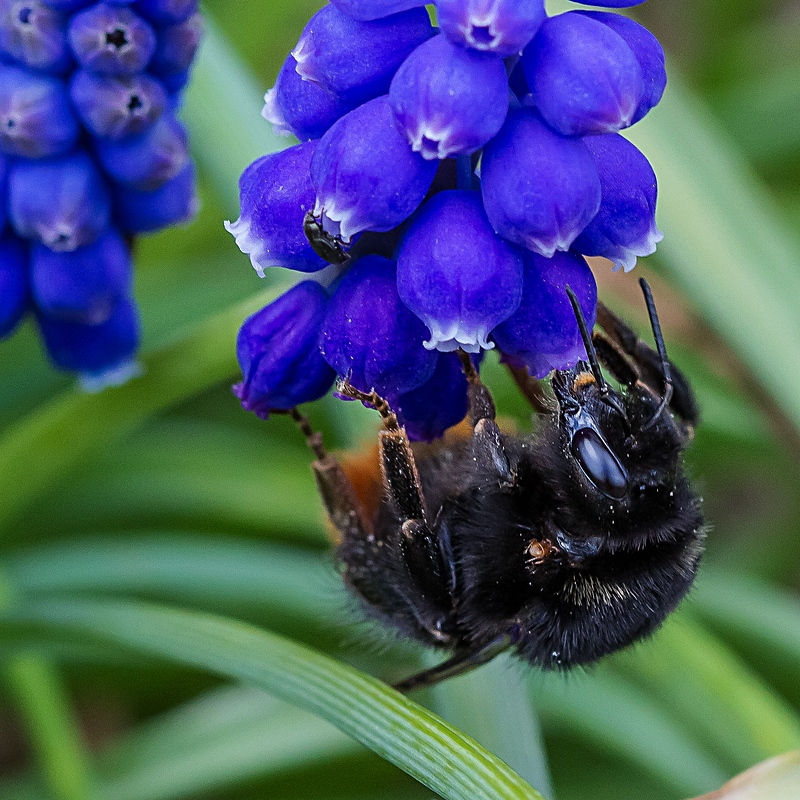
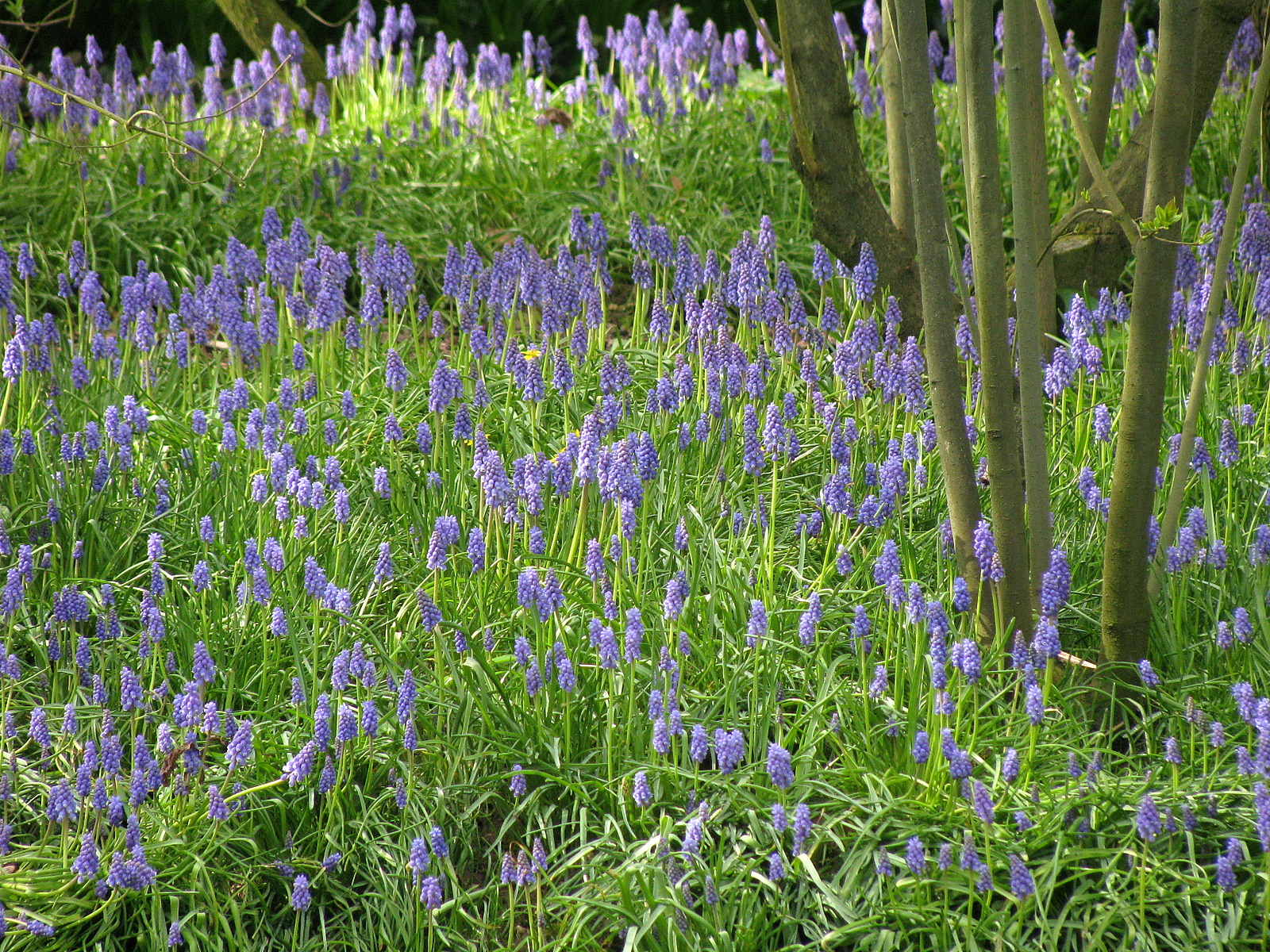
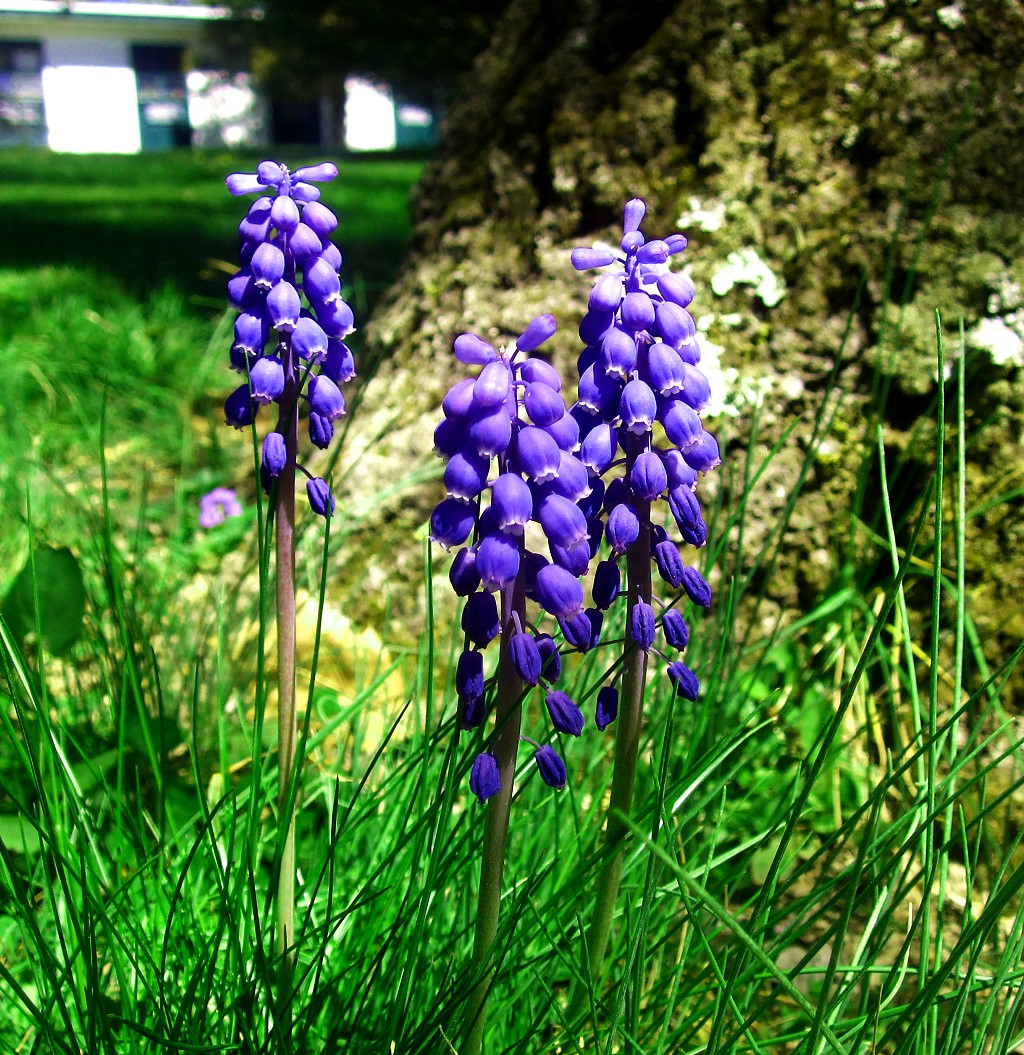
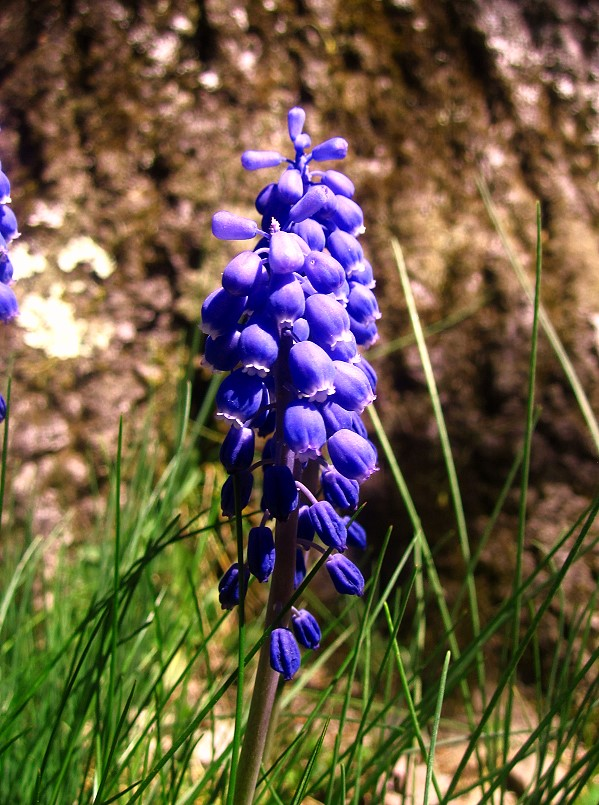

## Dottertaxa till Pärlhyacintssläktet, i alfabetisk ordning[1]
- Muscari adilii
- Muscari albiflorum
- Muscari alpanicum
- Muscari anatolicum
- Muscari armeniacum
- Muscari aucheri
- Muscari babachii
- Muscari baeticum
- Muscari botryoides
- Muscari bourgaei
- Muscari cazorlanum
- Muscari commutatum
- Muscari discolor
- Muscari dolichanthum
- Muscari fertile
- Muscari filiforme
- Muscari hermonense
- Muscari hierosolymitanum
- Muscari kerkis
- Muscari kurdicum
- Muscari latifolium
- Muscari lazulinum
- Muscari longistylum
- Muscari macbeathianum
- Muscari macrocarpum
- Muscari massayanum
- Muscari matritensis
- Muscari microstomum
- Muscari mirum
- Muscari neglectum
- Muscari olivetorum
- Muscari parviflorum
- Muscari pulchellum
- Muscari racemosum
- Muscari salah-eidii
- Muscari sandrasicum
- Muscari sivrihisardaghlarensis
- Muscari spreizenhoferi
- Muscari stenanthum
- Muscari tavoricum
- Muscari turcicum
- Muscari vuralii